# 이기 (1476년)
이기(李芑, 1476년 10월 26일 ~ 1552년 4월 28일)는 조선 중기의 문신이자 성리학자, 권신이다. 생육신과 사육신의 친인척으로 이원수의 당숙이다. 윤원형, 윤원로, 윤춘년, 임백령 등과 결탁하여 을사사화를 일으켜 윤임(尹任) 일파와 사림을 제거하는데 가담했다. 율곡 이이와 이우 형제의 재종조부이다.
1496년 진사시에 합격하고 1501년 과거에 급제하였다. 문신이었으나 장인 김진(金震)이 탐관오리인 탓에 연루되어 요직에 진출하지 못했으나 회재 이언적(李彦迪)의 도움으로 요직에 진출하였으며, 1511년의 정시에 다시 합격하였다. 병마절도사와 로 변방에 근무하여 여진족을 토벌하는데 기여하였으며 판한성부사를 세 번 역임했다. 1545년 우의정이 된뒤 겸 병조판서와 좌의정, 찬집청 당상, 영중추부사를 거쳐 1549년부터 영의정을 지냈다. 문무의 재주를 겸비했으나 장인이 탐관오리였고, 그 자신도 을사사화를 날조하였으며 반대파를 숙청한 탓에 재주를 인정받지 못했다. 율곡 이이의 아버지 이원수는 그의 5촌 조카로, 한때 이원수는 그의 문하에 찾아가려 하였으나 신사임당이 이를 말렸다고 한다. 성삼문은 그의 외가 친족이며, 생육신의 한사람인 성담수, 성담년의 외조카였다.
강평공(康平公) 이명신(李明晨)의 증손이고, 그의 10촌 종조부 이변은 충무공 이순신의 5대조였다. 을사사화의 주모자 중의 한사람으로 지목되며 을사사화에 가담한 공로로 보익공신(保翼功臣) 1등으로 책록되고 풍성부원군(豊城府院君)에 봉군되었다. 서울 출신으로 본관은 덕수(德水). 자(字)는 문중(文仲)이고 호는 경재(敬齋). 시호는 문경(文敬)이다. 점필재 김종직의 문인이다.

## 생애

### 생애 초반

#### 출생과 가계
경재 이기는 1476년 10월 26일 연헌(蓮軒) 이의무(李宜茂)와 창녕 성씨의 차남으로 출생하였다. 덕수이씨 이돈수의 11대 손으로 아버지 이의무는 점필재 김종직의 문인이자 청백리였고, 어머니는 창녕 성씨로 사육신의 한 사람인 성삼문과는 6촌간이며, 교리를 지낸 성희(成熺)의 딸이다. 생육신의 한사람인 성담수, 성담년이 그의 외삼촌이었다.
동생은 용재(容齋) 이행으로 신증동국여지승람(新增東國輿地勝覽)의 집필에 참여했으며, 이행 역시 좌의정과 판중추부사를 지냈다. 율곡 이이의 아버지 이원수도 그의 조카였다. 한때 당조카 이원수는 그의 문하에 찾아가 글을 배우려 하였으나 신사임당이 이를 말렸다고 한다. 조선 중기의 대학자 율곡 이이의 재종조부였다.
화가였던 이우도 그의 재종손이었다. 그는 일찍이 글을 잘 지었으며, 그는 어려서 사육신과 생육신의 비참한 최후를 접하게 되었다.

#### 수학과 청년기
그는 자를 문중(文仲)이라 하고 호 경재(敬齋)라 하였다. 일찍부터 글을 잘 지었으며, 아버지 이의무의 스승인 점필재 김종직을 찾아가 그에게 글을 배웠다. 1492년 점필재가 사망하자 다른 스승의 문하에서 글을 배웠다. 1496년(연산군 2) 진사시에 합격하여 진사기 되고, 성균관에 들어가 유생으로 수학하였다.
1504년(연산군 10년) 윤 4월 18일 정성근, 조지서 등의 죄를 논하는데 참여하였다.
한편 학문적 소양도 있던 그는 일찍부터 서실을 열고 문인들을 가르쳤다. 그의 문하에서는 김백균(金百鈞) 등이 문인으로 배출된다. 후일 김백균이 식년문과에 갑과로 합격하고 그를 다시 찾아오자 특별히 그를 중임에 천거하기도 했다.

### 관료 생활

#### 과거 급제와 연좌제
1501년(연산군 7) 식년문과에 병과로 급제하였다. 이후 권지 등을 거쳐 정랑으로 재직 중, 1506년 중종반정이 일어나자, 반정 직후에는 특별히 정국원종공신 1등에도 책록되었다.
1507년 아버지 연헌 이의무의 상을 당하여 관직을 사퇴하고 3년상을 마쳤다. 1510년 4월 도체찰사 성희안의 종사관으로 출정하여 전황을 보고하였다. 1511년의 정시에 합격하고, 그해 5월 무재(武才)가 있는 문신의 한사람으로 추천되었다. 1515년 선교감 첨정을 거쳐 그해 3월 선교감첨정으로 빈전도감 낭청(殯殿都監郞廳)이 되었다.
그의 부계와 외가로는 탐관오리나 죄인은 없었다. 사육신과 생육신이 그의 외가였지만 중종 때에 이르러 사육신과 생육신에 대한 동정 여론이 일기 시작했다. 그러나 장인인 군수 김진(金震)이 재물을 탐내다가 탐관오리로 장리로 단죄되고 장리안에 들었기 때문에 그도 탐관오리 장인 때문에 연좌되어 좋은 벼슬을 얻지 못하고, 삼사(三司)와 청요직에 진출할 수도 없었다. 그러나 그밖의 관직이나 외직에 임명될 때마다 사간원과 사헌부에서 문제삼아 종사관·종성부사 등의 외직을 전전하였다. 그러나 그의 재주를 아깝게 여긴 회재 이언적(李彦迪)이 그의 허통(許通)을 위해 적극 발벗고 나섰다.
1516년 1월 종성부사(鍾城府使)로 나갔다. 그해 6월 변방을 약탈한 피인(彼人) 아두(阿頭)·감토(甘土) 등을 쫓아가 목을 베었다. 종성부사로 재직 중 그는 수완을 발휘하였는데 이조로부터 '종성이 퇴폐하였는데 이기(李芑)가 겨우 소생시켰다'는 평을 듣기도 했다. 그해 10월 함경도의 진장(鎭將)이 되었다.

#### 변방 근무
그 뒤에도 여러 차례 승진하였지만, 삼사를 비롯한 청요의 직책이나 6경 등 서경(署經)을 필요로 하는 지위에는 나아가지 못하였다. 그가 요직에 오르려 할 때마다 장인 김진이 군수 재직 중 뇌물을 받은 일로 장리(贓吏)의 사위라 하여 반대하였으며, 그의 글재주를 안타깝게 여겨 허통(許通)하려 하자 조정 관원이 모두 안 된다고 하였으나, 이언적이 당시 대사헌으로서 유독 될 수 있다고 강력히 주장하여 허통하게 되었다.
이후 종사관, 종성부사 등을 거쳐 내직인 공조참의가 되었으나 다시 1514년 함경북도병마절도사로 부임했다. 1519년 1월 형조참의를 거쳐 다시 외직으로 나가 그해 9월 경원부사(慶源府使), 1519년 9월 의주목사를 역임하였다. 요직에는 제수되지 못했으나 변방에 근무하면서 불평 불만 없이 소임을 다하여 임금의 신임을 얻었다.
1521년(중종 16) 명나라에서 사신이 파견되자 원접사인 동생 이행을 수행하여 명나라 사신을 접대하였다. 1522년(중종 17) 4월 공조참의를 지내고, 그해 9월 문신들의 활쏘기 시합에 우승하여 상을 받았다. 이후 회령부사(會寧府使)로 나갔다가 1524년 1월 함경북도병마절도사로 전임되어 함경북도 일대를 괴롭히는 야인 왕산적하 무리를 국경 밖으로 축출하였다. 1526년 임기가 차서 체직되어야 했는데, 이때 와병중인 부모와 처를 보려고 사직소를 올렸으나 남곤의 반대로 유임되었다. 그해 8월 함경북도병마절도사 근무를 마치고 내직으로 돌아왔다. 1526년 한성부우윤이 되었다.

#### 관료 생활 초반
1526년 2월 중추부동지사가 되고 1527년 다시 중추부동지사와 한성부우윤을 거쳐 그해 5월 중추부동지사(中樞府同知事)로 명나라에 성절사가 파견될 때 정조사(正朝使)에 임명되어 연경에 다녀왔다. 그해 9월 귀국하는 중에 한성부우윤에 임명되고 9월 말에 귀국하였다. 귀국한 후 사헌부 장령이 되고, 1528년 윤 10월 경상도관찰사를 거쳐 평안도관찰사를 지냈다.
《후속록(後續錄)》에는 '장리(贓吏)와 탐관오리의 여서(女壻)에게는 청현직을 제수하지 말라.'는 조항이 있다. 그런데 중종이 특별히 이기를 병조 판서로 삼으려고 하자 사헌부와 사간원에서 이를 반대하여, '이기는 곧 장리의 여서이니 정조(政曹)의 판서를 삼을 수 없다.'고 하였다. 그의 재주를 아깝게 여긴 중종은 특별히 삼공(三公)에게 수의(收議)하라고 명하니 삼공이 의논하기를 '《후속록》의 법은 맞지 않은 것이 많은데 그 중에도 이 조항이 더욱 시행할 수 없는 법이다. 사위가 장인의 장죄에 연루되는 것은 참으로 애매한 일이다. 그리고 이기는 문무의 재능이 있는 자이니 마땅히 정조에 제수해야 된다.’ 하였으므로 드디어 《후속록》의 조항을 고치고 양사(兩司)가 서경(署經)하여 그를 선출하였다. 그리하여 모든 장죄인의 사위들에 대해 비로소 청현직의 길이 열리게 되었다.

#### 김안로와의 갈등, 유배와 복직
1529년(중종 24년) 4월 사헌부로부터 술을 즐기고 활쏘기를 좋아하여 직무에 태만했다는 이유로 탄핵을 받았으나 왕이 무마시켰다. 그러나 이틀 뒤 대간의 탄핵을 받고 체직당하였다. 곧 동지돈녕부사(同知敦寧府使)에 임명되었다가 9월 평안도관찰사로 나갔다. 그해 10월 명나라에 파견되는 부경사신을 호송하였다. 그 뒤 김안로(金安老) 등과 갈등하다가, 1530년 함경남도병마절도사, 1532년 6월 동지중추부사, 9월 한성부우윤이 되고 이후 겸임 동지성균관사가 되었다. 1533년 1월 본사의 일이 바빠 동지성균관사에서 면직되고, 그해 5월 한성부좌윤이 되었다.
한성부좌윤 재직 당시 그는 법사를 모욕했다는 일로 사헌부대사헌 심언광(沈彦光)의 탄핵을 당한 뒤, 사헌부로부터 계속 공격을 당하였다. 그해 8월에 공조참판이 되었으나 한성부좌윤 재임당시 법사를 모욕한 일로 사헌부의 공격을 당하다 동지중추부사로 전임되었다. 이어서 예조참판, 한성부판윤을 역임하였으나 그해 김안로 등의 탄핵을 받고 전라남도 강진(康津)에 유배되었다.
1537년 석방되어 풀려나왔고, 곧 복권되었으며 그해 11월 서용되었다. 1538년 2월 예조참판이 되고 5월 한성부 판윤, 그해 10월 공조판서, 12월 형조판서를 지냈다.

#### 유관 등과의 갈등
1539년(중종 34년) 진하사(進賀使)로 다시 명나라에 다녀왔다. 명나라에 다녀올 때 부사(副使) 원계채(元繼蔡)와 서장관(書狀官) 유공권(柳公權)이 중도에서 사망하는 일을 겪었으나 무사히 귀환하였다. 1539년 10월 다시 한성부 판윤이 되었다. 이때 중종은 그를 병조판서로 천거하려 하였으나 유관의 반대로 무산되었다.
1540년 1월 형조판서, 7월 상호군(上護軍), 호조판서를 지냈다. 호조판서가 되자 7월 20일 사헌부로부터 적임자가 아니라는 논박을 받았으나 왕이 듣지 않았다. 7월 21일 사헌부에서 재탄핵을 받고 면직되었으며 이후 지중추부사(知中樞府事)로 지경연사를 겸하여 경연장에 참여하였다. 그해 11월 30일 다시 한성부 판윤에 제수되었다. 그 뒤 1541년 4월 경연특진관(特進官), 6월 의정부우참찬, 8월 다시 의정부 우참찬이 되고, 9월 10일 형조판서가 되었다가 닷새만인 9월 15일 병조판서가 되었다.

#### 중종의 신뢰
1541년 순변사(巡邊使)에 임명되어 도원수(都元帥)를 겸임하여 출정, 건주위(建州衛) 여진족을 토벌하고 되돌아왔다.
그 공로로 국왕이 그를 다시 병조판서에 임명하려 하였으나, 이조판서 유관(柳灌)이 장리의 사위로서 서경을 받을 수 없다고 반대하였다. 고종사촌인 유인숙 역시 그의 병조판서 임명을 반대한 일이 있었다. 이기는 이를 잊지 않았고, 후일 이로 인하여 유관과 유인숙은 보복을 당하였다. 국왕의 신임과 이언적(李彦迪)의 주장으로 형조판서가 되고, 이어서 병조판서로 발탁되었다. 그해 7월 고종사촌인 유인숙이 이조판서인 점을 들어 사직을 청하였으나 왕이 들어주지 않았다.
1542년 4월 경연특진관을 겸하고 8월 의정부우찬성이 되었다. 9월 지경연사로 경연에 입시하여 학문에 힘쓸 것과 관리 임용에 대한 대신들의 책임을 강조하였다.
진(晉)나라가 중국의 법도를 궤란시켰기 때문에 그 국명(國命)을 직서(直書)하여 오랑캐로 여겼습니다. 이로써 신의를 도타이하고 의리를 밝히는 것이 중국의 법도임을 알 수가 있습니다.
한 문제(漢文帝) 때 진무(陳武) 등이 용병(用兵)할 것을 의논했었지만 문제는 그럴 생각이 없다고 하였는데, 이는 문제의 천성이 순수하고 아름다우며 어느 정도 학문의 공력이 있었기 때문이었습니다. 한 무제(漢武帝)는 의욕이 너무 많아서 용병을 끝까지 하여 가면서 큰 공 세우기를 좋아했기 때문에 왕회(王恢)와 한안국(韓安國) 등의 흉노를 치는 데 대한 편부(便否)의 의논을 분변하여 따를 수가 없었는데, 이는 학문의 공력은 전혀 없이 심기(心氣)만 왕성하여 한때의 통쾌함만을 취하려 했기 때문인 것입니다.
이 두 임금의 일은, 위에서도 마땅히 살펴보아야 합니다. 무공(武功)을 이루기 위해 많은 살인을 저지르게 되면 반드시 보응이 있는 것인데, 무제에게 끝내 태자 거(太子據)의 화가 있었던 것을 살펴보면 천도(天道)는 되돌려 주기를 좋아하는 이치를 조금도 차질이 없이 이행한다는 것을 알 수 있습니다. 무고(巫蠱)의 변이 일어났을 적에 무제에게 조금이라도 학문이 있었더라면 그것이 무고(誣告)임을 알 수 있었을 것입니다. 그러나 그 지혜가 밝지 못했기 때문에 끝내 망사대(望思臺)를 쌓는 후회가 있게 된 것입니다.
그리고 천하를 다스리는 요점은 모두 진강(進講)하는 책 속에 들어 있습니다. 모름지기 격물(格物)·치지(致知)·성의(誠意)·정심(正心)에 공력을 기울여 학문의 방도를 극진히 한다면 일의 시비를 환히 알 수 있는 것인데 의심할 것이 뭐 있겠습니까? 문제와 무제는 학문의 유무가 같지 않았고 따라서 한 일도 서로 크게 달랐습니다. 마땅히 이 두 임금의 일을 가지고 지금 세상을 헤아리기를 ‘방금의 일이 문제 같은가, 아니면 무제 같은가?’ 하면서 늘 유념한다면 이는 반드시 경연(經筵)의 공인 것입니다.

중종은 이기의 경력과 능력을 따져 능히 판서가 될만 하다고 보고 이기를 병조판서에 임명하려 했는데, 이조판서 유관(柳灌)이 '탐관오리의 사위인데 어찌 재상직에 앉히느냐'하며 극력 반대하고 나서자 사헌부와 사간원 등도 들고 일어나 그의 판서직 임명을 반대하였다. 결국 이기는 한참 뒤에야 그의 능력을 높이 산 중종의 의중과 이언적의 천거로 형조판서에 오를 수 있었다.

#### 여진 토벌과 왜구 토벌
1542년 10월 다시 순변사(巡邊使)에 임명되어 도원수(都元帥)를 겸임하고 출정, 건주위 여진족을 토벌하고 되돌아왔다. 곧 지경연사로 복직하여 경연에 참여하고 1543년 2월 우찬성, 10월 지의금부사로 당시 살인혐의를 받은 맹인 김철정(金哲貞)의 살인죄에 대해 의혹을 제기, '김철정은 맹인이니, 신거관이 세 번이나 같은 곳을 찌른 것이 의심스럽다고 아뢴 것은 지극히 마땅합니다.'하여 의혹을 제기하였다. 1543년 12월 의정부좌찬성(議政府左贊成)이 되었다.
이때 대윤(大尹)과 소윤(小尹)이 나뉘어 싸우던 중 중종이 사망했다. 인종이 즉위하여 대윤 일파가 득세하자 윤임(尹任) 등에 의하여 부적합하다고 탄핵받아 판중추부사로 강등됐다가 다시 병조판서가 된다. 이후 그는 윤임 등에게 앙심을 품게 된다. 1544년 4월 지중추부사로 전임되었다가 4월 18일 다시 좌찬성이 되고, 5월 경상도 해안가에 출몰한 왜구들이 소란을 일으키자 특별히 서도 순변사(西道巡邊使)의 직함을 받고 출정하였다.
그해 7월 도체찰사를 겸하여 경상도 순변 체찰사(慶尙道巡邊體察使)가 되어 사은숙배하고 부임하였다. 이후 수시로 해안가로 올라오는 왜구를 체포하여 처리하고, 수시로 전황보고를 하였다. 9월에 왜구들을 정리하고 귀환, 좌찬성에 재임명되었다. 10월 10일 다시 의정부 좌찬성에 임명되고, 중종이 죽자 국장도감의 제조로 임명되었다.

### 생애 후반

#### 대윤, 급진사림과의 갈등
인종이 즉위한 뒤 조광조를 복직시키고 그의 문하와 김굉필의 문하생들을 다수 등용하였다. 그러나 김굉필과 조광조의 문인들은 그가 탐관오리의 사위라는 점을 지적하며 그를 공격하였다. 1545년(인종 2년) 1월 재상 후보로 추천되었으나 대간이 그가 아무런 공적, 덕망이 없이 찬성에 임명되었다며 문제삼기도 하였다. 1월 13일 의정부우의정으로 승진하였다.
그가 우의정이 되자 대간에서는 그가 적임자가 아니라는 이유로 계속 공격하였다.
우의정 이기는 인물이 비열하고 본디 지식이 없으며 처신과 행사에 꺼리는 바가 없습니다. 한때 요행히 이공(貳公, 찬성)의 자리에 외람되게 올랐으나 물론에 용납되지 못한 지 오래입니다. 이제 복상한 때에 또 위차(位次) 때문에 참여되어 드디어 정승 자리에 올랐으나 물정의 기대 밖에서 나온 것이니 빨리 개정하소서.

1월 14일 어느 대간이 건의한 내용

1월 15일 우의정이 된지 이틀만에 체직되고, 강등되어 보국숭록대부가 되었다. 그러나 대간에서는 그의 자급을 승급한 것조차 옳지 않다고 계속 공격하였고, 이후 그는 김굉필, 조광조의 문인들에 대해 악감정을 품게 된다. 이들은 윤임과 가깝게 지냈는데, 이 때문에 그는 자연스럽게 윤원형, 윤원로, 윤춘년 등과 가까이 지내게 되었다. 윤임(尹任) 등 대윤 일파가 득세하자 대윤은 이기를 재상직에 부적합 인물로 보고 다시 병조판서로 강등시켰다. 한편 그는 인종이 즉위하기 직전 인종의 앞날을 걱정한 이언적의 발언을 윤원로 등에게 알렸다.
이언적은 그에게 '중전(문정왕후)이 동궁(東宮, 인종)을 매우 박대하니 놀라운 생각을 견딜 수 없다.'고 하였다. 이언적의 이 말은 이기 외에는 들은 사람이 없었는데 이기가 곧 윤원로를 찾아가 누설하였으므로 윤원로는 이언적을 원망하여 드디어 소원하게 대하였다. 그러나 이 사실이 다시 소문이 났고, 이기에 대한 비난이 거세졌다. 한편 윤원로는 이기를 덕스럽게 여겨 '이기는 이학(理學)에 정통한데 중국에서 찾아보아도 필적할 만한 사람이 없다.'고 칭찬하였다. 그 뒤 문정왕후와 윤원형, 윤원로의 후원으로 다시 관직에 복귀, 그해 3월 판중추부사가 되었다가 3월 9일 행형조판서가 되었다. 그 뒤 10일만인 3월 19일 병조판서에 임명되었다.
한편 시국이 어수선해지자 싸움에 참여하기 싫었던 그는 병을 핑계로 경연 등을 회피하였다. 명종실록에는 '매양 몸이 불편하다고 핑계하고 다른 곳으로 나가 누워 있으면서 참석하여 들으려 하지 않았'다는 비판이 실리기도 했다.

#### 을사사화에 가담
1545년(명종 즉위) 의정부우의정이 되었다가 곧 병조판서를 겸하였다. 그해 8월, 평안도병마절도사 이광식이 임기가 차서 체직하게 되자, 2년 전에 만포 첨사 심사손(沈思遜)을 살해한 이아장합(李阿將哈)을 잘 아는 사람은 이광식 밖에 없다며 연임을 주청하였다. 이광식은 평안도병사를 계속 맡아보며 이아장합 사건을 해결하고, 변방을 약탈하는 야인들을 처벌하여 변방의 소란을 평정시켰다. 이어 순장(巡將)이 부족하자 최보한(崔輔漢)·김전(金澱)을 추천하여 순장으로 삼았다.
1545년 8월 중순부터 계속 윤임과 유관, 유인숙을 공격하는데 가담하였다. 그러나 이언적은 언급하지 않고, 이언적을 엮는데 반대하거나 회피한다. 이때 대윤과 소윤(小尹)이 크게 싸우게 되자 이기는 소윤 윤원형(尹元衡), 윤원로 등과 손잡고 대윤 윤임(尹任)의 세력을 꺾었다. 윤임 일파를 제거하면서 신진 사림파들 역시 대대적으로 숙청을 가하였다. 그러나 이언적을 공격하자는 윤원형, 윤춘년 등의 주장에는 주저하였다. 8월 23일 다시 우의정에 재임되었다. 이후 유관, 유인숙, 윤임 등에게 죄를 줄것을 청하는 탄핵에 가담하였다.

#### 양재역 벽서 사건과 기로소 입사
이언적을 공격하는데는 반대하였고 참여하지 않았지만, 기타 윤임 일파를 공격하는 등 을사사화에 참여한 공로로 그는 그해 8월 30일 추성위사협찬홍제보익공신(推誠衛社協贊弘濟保翼功臣) l등이 되고, 우의정 겸 병조 판서 풍성부원군(豊城府院君)에 봉해졌다. 9월초 우의정으로 병조판서를 겸임하는 것이 부당하다며 스스로 체직을 청하였으나 명종이 듣지 않았다. 이어 병조판서직은 그대로 유지한채 그해 10월 의정부좌의정이 되었다. 의정부좌의정 겸 병조판서로 있으면서 판서직의 수행이 어려워 45년 겨울 스스로 판서직 사임을 청하였으나 이때에도 역시 왕이 들어주지 않았다. 한편 이황을 을사사화에 연루시키려는 움직임이 있자, 조카 이원록의 권고로 이황이 죄가 없음을 들어 서용해줄 것을 청하여 성사시켰다.
을사사화가 해결된 후 원상(院相)의 한사람으로 명종 재위 초반의 서정을 주관하였다. 1547년(명종 2년) 의정부좌의정으로 겸병조판서에 임명되었다. 그러나 좌의정으로 병조판서를 겸임하는 것을 두고 정권을 동시에 쥐는 것이 부당함을 세번 간하여 겸임 병조판서직에서 면직되었다. 1547년말의 양재역 벽서 사건 관련자 처벌 상소에 가담하였다. 이어 의정부좌의정으로 실록 총재관을 겸했다가 바로 기로소(耆老所)에 들어갔다. 한편 이무렵에 그를 반대한 사람은 지위고하를 막론하고 거의 모두 숙청되었다. 1548년 권력을 농단하고 전횡을 한다는 이유로 사헌부와 사간원으로부터 이기를 처벌하라는 상소가 여러 번 올려졌으나 왕이 듣지 않았다.

#### 영의정 재임과 은퇴
1548년 여름 찬집청 당상(撰集廳堂上)의 한사람으로 임명되었다가 1549년 4월 이홍윤(李洪胤)·배광의(裵光義)의 역모 사건의 추국관으로 국문을 주관했으며, 그해 5월 의정부영의정이 되었다. 7월 대재앙을 이유로 우의정 심연원과 함께 사직을 청하였으나 받아들여지지 않자, 대사면을 건의하여 특별 사면령을 내렸다. 11월에는 선원록을 발간할 때 역적으로 몰렸던 모산수(毛山守)와 무송수(茂松守)의 자손들을 선원록에서 뺄 것을 건의하였다. 그해 10월에 다시 좌의정 심연원, 우의정 상진과 함께 재변을 이유로 사직을 청하였으나 거부당하였다.
1550년 4월 한성부에 흙비가 내리자 재변을 이유로 사직을 청하였으나 거절당하였다. 그해 11월 영관상감사를 겸하고,
1551년 5월 신병으로 정장을 올려 사직을 청하였으나 왕은 그를 위로하고 반려하였다. 5월 30일 약방 제조(藥房提調)가 되었다가 6월 23일 봉상시 제조(奉常寺提調)가 되었다. 6월 25일 다시 영의정이 되었으나 병으로 부임하지 못하고 집에 있었다. 그해 8월 사헌부에서 그가 병으로 출사하지 못함을 들어 체직을 청하였으나 명종이 반려하였다.
그해 8월 중풍(中風)이 발병하였다. 이후 거동이 어렵게 되자 8월 19일 그는 직접 정장을 올려 중풍으로 사직을 청하여 사퇴하였다. 이어 명종으로부터 궤장을 하사받고 중추부영사(中樞府領事)로 전직했다. 8월 23일 풍성 부원군(豊城府院君)에 임명되어 부원군 자격으로 정사에 참여할 권한이 주어졌다. 사헌부와 사간원에서는 그가 음흉하며 왕 이상의 권력을 누린다며 비판하였으나 명종은 이를 듣지 않고 무마시켰다. 9월말에는 윤원형을 다시 의정부우의정으로 복직시킬 것을 여러번 청하였으나 명종이 거절하였다.

### 최후
그는 사사로운 원한이라도 있으면 바로 앙갚음을 하였으므로 조정의 대소 관료들도 그를 두려워하여 함부로 공격하지 못했다. 1551년 10월 24일 홍문관 부제학 조사수(趙士秀), 직제학 이탁(李鐸), 전한 윤춘년(尹春年), 응교 우상(禹鏛), 부응교 정종영(鄭宗榮), 교리 정유(鄭裕)·이감(李戡), 부교리 왕희걸(王希傑), 수찬 허엽(許曄), 부수찬 김귀영(金貴榮)·유순선(柳順善), 저작 김여부(金汝孚) 등으로부터 재변과 국정 운영 엉망을 이유로 탄핵을 당했다. 이후 매일 양사에서 그를 처벌할 것을 상소하였다. 11월 2일부터는 그를 쫓아낼 것을 상소하였다. 11월 10일 참찬관 권철(權轍)이 그가 이기가 방납미(防納米) 3백여 섬을 빼돌리고, 공납(貢納)할 물건을 기한 내에 관사(官司)에 납부하지 않았으며, 흉년기때 곡식을 내주는 것을 거부한 것을 폭로하였다. 같은날 대간이 두 차례 그를 탄핵하자 파직당하였다. 그러나 1551년 12월 28일 명종은 그가 공이 있다는 이유로 다시 영중추부사로 복직시켰다. 이후 대간에서 그의 서용을 취소하라고 하였으나 명종이 거부하였다.
1552년(명종 7년) 1월 2일 홍문관 부제학(弘文館副提學) 조사수(趙士秀) 등이 차자를 올려 그를 탄핵하였다. 이후 1월 3일부터 4월 5일까지 사간원, 사헌부, 홍문관으로부터 매일 그를 탄핵하는 상소가 올라왔으나 왕이 듣지 않았다. 그의 병세가 위중해지자 명종은 좌부승지(左副承旨) 남응운(南應雲)을 보내 그를 문병하였다.
1552년 4월 28일 갑자기 병세가 위중하더니 병으로 사망하였다. 그가 죽자 왕은 3일간 정사를 파하고 애도하였다. 그러나 당시 왕조실록의 사관은 그에게 악평을 가하였다.
| “ | 기는 인품이 흉패하고 모습은 늙은 호랑이와 같아 그의 외모만 봐도 속 마음을 알 수 있었다. ...(이하 중략)... 윤임이 숙청되자 이를 자기의 공으로 삼아 드디어 재상의 지위를 점거하고 권력을 장악하였다. 그리하여 모든 정사가 그에게서 나왔고, 권세는 임금을 능가하였다. 기세가 불길 같아 죽이고 빼앗는 것을 마음대로 하였으므로 조정의 벼슬아치들이 모두 그의 명령에 움직였다. 모든 화복은 그의 기분에 좌우 되고 은혜와 원수 갚는 일에 사소한 것도 빼지 않았다. 안 그런체 하면서 철저히 보복하여 살해 당한 사람이 매우 많았다. ...(이하 중략)... 사방에서 실어오는 물건이 임금에게 들어오는 공물보다 많았다. 기는 끝내 흉측한 몸을 보전하다가 편히 제집에서 죽으니 사람들이 모두 분개하여 그의 고기를 먹고 가죽을 깔고 자지 못하는 것을 통탄해 하였다. | ” |

왕명으로 예장(禮葬)하여 충청남도 당진군 송산면 도문리 산 79-1번지 봉화산에 안장되었다. 당시 향년 76세였다.

### 사후
죽은 뒤 시호 문경공(文敬公)이 내려졌으나 선조 즉위 후 을사사화가 날조로 밝혀지면서 훈신들의 훈작(勳爵)이 추삭(追削)되었다. 1567년 선조 즉위 후 이준경이 그의 묘비를 넘어뜨리고 삭탈관직과 삭훈을 청하는 상소를 올렸다. 이후 그는 윤원형 등 함께 을사사화의 원흉(元兇)으로 지목되고, 사림에게 해를 가했다 하여 심통원, 이량, 이감 등과 함께 선조 초년 언관들의 맹비난을 받고 묘비(墓碑)도 제거되었다.
그에게 원한을 품은 누군가가 아들 이원우와 구엄 집안의 결혼식 날 사람의 목을 베고는 종이에 이기(李芑) 라는 글자를 써서 붙였으므로 이원우 집의 가인들이 이를 보고 놀라서 기절하였다. 글재주에 능하여 여러 작품을 남겼으나 사림이 집권하면서 몰락하였으므로 저서와 작품은 대부분 사라졌다.

## 가족 관계[24]
- 부친 : 이의무(李宜茂, 1449 ~ 1507)
- 모친 : 성희(成熺)[25]의 딸 창녕 성씨
  - 누나 : 풍천 노씨 노우량(盧友良)의 처
  - 누나 : 창녕 조씨 조계적(曺繼啇)의 처
  - 형 : 이위(李葦) - 조졸
  - 형 : 이권(李菤)
  - 남동생 : 이행(李荇, 1478 ~ 1534)
  - 남동생 : 이영(李苓)
  - 남동생 : 이미(李薇)[26]
  - 부인 : 김진(金震)의 딸 광산 김씨
    - 아들 : 이원우(李元祐, 1512 ~ ?)
    - 장녀 : 순흥 안씨 안응원(安應元)의 처
    - 차녀 : 신철옥(辛鐵玉)의 처

## 관련 작품

### 드라마
- 《여인천하》 (SBS, 2001년~2002년, 배우:기정수)

## 평가와 비판

### 평가
함경북도병마절도사와 1542년 도원수로 여진족을 토벌한 것이 높이 평가된다.
이장곤(李長坤)은 그를 가리켜 "이기(李芑)는 매양 육진(六鎭)의 소임으로 있었습니다. 피인(彼人)들이 보기에 우리 나라는 인물이 부족한 것 같은 실정인데, 기는 또한 계책과 생각이 장원하다 할 수 있는 사람"이라 평하기도 했다.

### 비판
청렴하고 재물 욕심이 없었으나 만년에 권력을 농단하였으며 을사사화로 사림을 숙청한 것이 후일 사림에 의해 비난과 성토의 대상이 되었다. 당시 세상에서는 윤원형과 심통원, 이기를 3흉(凶)이라 하고, 정순붕(鄭順朋)·임백령(林百齡)·정언각(鄭彦慤)을 3간(奸)이라 불렀다.

## 일화
아버지 이의무에게서 배웠고 나중에는 점필재 김종직을 직접 찾아가 사사한 그는 어느날 개성의 은일사 화담 서경덕(徐敬德)과 학문을 논하였다. 그러나 서경덕이 끝내 그의 학문을 인정하지 않자 노기를 나타냈다고 한다.
유인숙은 이기와 내외종 형제간이었다. 한번은 이기가 그의 누이의 외손 한경직에게 편지 심부름을 시켰는데, 그 집 종이 잘못하여 윤원형과 이기가 내통한 그 편지를 유인숙에게 전달하였다.(당시 이기와 유인숙이 모두 판서로 있었기 때문에 "판서 댁에 전하라"는 말을 유 판서로 잘못 안 것이다.) 사촌 유인숙이 이 편지를 사림에 알려, 유인숙은 이기의 분노를 샀다. 어렸을 때부터 절의를 목숨처럼 중히 여겼던 그는 화를 당하여 아들 4형제와 함께 참혹하게 죽었다.

## 기타
생육신, 사육신과 가까운 인척관계로, 생육신 성담수와 성담년은 그의 외삼촌이고, 사육신 성삼문은 외재종숙이며 성승은 외재종조이다.
또한 학자 이행의 형이고, 대학자 율곡(栗谷) 이이(李珥)는 사촌 형제인 이천의 손자로 그의 종손이었다. 신사임당은 그의 당질부였다.
그의 능력만 보고 아깝게 여겨 이기를 천거했던 이언적은 어느 날 이기를 두고 음험하다는 말을 했다가 이 말이 그의 귀에 들어가게 되면서 보복을 당한다. 결국 이언적은 이기의 보복을 피할 수 없어 삭탈관직 당해 귀양을 가기도 했으나 그는 자신의 허통을 위해 노력했다 하여 사형은 모면하게 해주었다.

## 같이 보기
| - 을사사화 - 김안로 - 윤원형 - 이이 - 이의무 - 이정 - 이거 - 이원수 - 신사임당 - 이순신 - 이우 - 성운 - 윤임 - 윤원로 - 윤백원 - 유관 - 유인숙 | - 대윤 소윤 - 임꺽정 - 심통원 - 심연원 - 이행 - 이량 - 성삼문 - 성담수 - 성담년 - 김시습 - 성희 - 성승 - 이감 - 이수형 - 이언적 - 전우치 | - 문정왕후 - 정난정 - 사림 - 사육신 - 생육신 - 김안로 - 김안국 - 윤원량 - 유성원 - 유자미 - 허자 |